# دیسکو باغ‌وحش
دیسکو باغ‌وحش (انگلیسی: Disco Zoo) یک بازی ویدئویی شبیه‌ساز باغ‌وحش تک‌نفره برای سکو‌های آی‌اواس و اندروید می‌باشد که توسط میلک‌بگ گیمز توسعه و نیمبل‌بیت نشر پیدا کرده است.